# Dozór bóźniczy
Dozór bóźniczy, także dozór bożniczy, dozór synagogalny – organ samorządu gmin żydowskich w Królestwie Polskim. Dozory funkcjonowały w latach 1821–1915.

## Historia
Od początku okresu zamieszkiwania społeczności żydowskiej na terenie Polski i Litwy, a później Rzeczypospolitej Obojga Narodów, Żydzi funkcjonowali w autonomicznych organizacjach – kahałach. Członkowie gminy wybierali seniorów, którzy nie zawsze odpowiadali potrzebom danej gminy, niekiedy narzucając członkom gminy nadmierne daniny i inne ciężary finansowe. Przyczyniło się to do protestów, które były kierowane do władz Królestwa Kongresowego. Konstytucja Królestwa Polskiego z 1815 przewidywała nadzór państwa nad organizacjami religijnymi, narzucając kontrolowanie działalności kahałów. Zapisy konstytucji oraz skargi na kahały wpłynęły na wydanie 20 marca 1821 przez namiestnika Józefa Zajączka postanowienia ustanawiającego konieczność utworzenia dozorów w gminach żydowskich. 20 kwietnia 1821 Komisja Rządowa Wyznań Religijnych i Oświecenia Publicznego wydała postanowienie o wyborze nadzorców bożniczych i o rachunkowości funduszów bożniczych, określając szczegółowo działalność gmin żydowskich. Dozory bóźnicze ostatecznie usankcjonowano ukazem carskim cara Aleksandra I z 20 grudnia 1821?/1 stycznia 1822, jednocześnie likwidując kahały. W 1822 istniało 327 dozorów.

## Kompetencje
Dozorcy bóźniczy i rabin odpowiadali za bilans przychodów i wydatków, związanych z utrzymaniem synagogi, szpitala, przytułku, ubogich i cmentarza, które to dozory prowadziły oraz związane z utrzymaniem rabina. W kompetencji dozoru było również pobieranie opłat z obrządków religijnych oraz składek członków gminy żydowskiej. Projekt bilansu i obciążeń podatkowych był zatwierdzany przez administracyjne władze miejskie oraz wojewódzkie. Kompetencje rabina należącego do dozoru były związane głównie z aspektami religijnymi. Dozory przejęły też kompetencje bractw pogrzebowych prawnie zniesionych w 1822.

## Organizacja
Kadencja dozoru trwała 3 lata, członkowie dozoru byli wybierani większością głosów. Początkowo w skład dozoru bóźniczego wchodził 1 rabin (z urzędu) oraz 3 dozorców. Wybranych kandydatów następnie przedstawiano do zatwierdzenia wojewódzkim władzom administracyjnym. Dozorców wybierano przez 4 klasy społeczności żydowskie, opłacającej składki na rzecz dozoru (z wyjątkiem 5-klasy tj. ubogich). Przy większych grupach żydów przypadających na dozór, przypadała większa liczba członków. Członkowie dozorów pełnili swoją funkcję bezpłatnie. W 1826 wprowadzono zwolnienie opłat na rzecz gminy, dla członków dozoru na czas kadencji oraz przez 3 kolejne lata. Związane było to z początkowym brakiem chętnych kandydatów do członkostwa w dozorze, ze względu na niechęć ortodoksyjnych Żydów do nowej instytucji. Spowodowało to w początkowej fazie działalności dozorów falę zainteresowania członkostwem wśród uboższych warstw społeczeństwa. W 1849 ograniczono zwolnienie z opłat tylko do okresu sprawowania urzędu. Finanse dozorów podlegały kontroli administracyjnej i były zarządzane od 1827 przez miejskich kasjerów. W 1871 wprowadzono przepisy narzucające dozorom cenzus majątkowy, dając prawo wyborcze Żydom uiszczającym składkę roczną w wysokości minimum 15 rubli srebrnych. W Warszawie doprowadziło to do przejęcia warszawskich dozorów przez postępowców.

## Motywacje
W kompetencjach kahałów leżało nakładanie podatków, sądownictwo, kwestie religijne oraz nakładanie kar. Utworzenie instytucji dozoru bóźniczego umotywowane było zabezpieczeniem Żydów przed samowolną działalnością kahałów. Jednakowoż związane było również z ograniczeniem działania kahałów i ich ścisłą kontrolą. Zastąpienie kahałów dozorami nie wyeliminowało całkowicie nieprawidłowości funkcjonujących przed reformą. Związane było to m.in. z tym, że często skład osobowy dozorów nie różnił się składem od składów kahałów.